# Cresta del Lago
La Cresta del Lago (in albanese Maja Jezercës o Jezerca, in montenegrino Jezerski vrh) è la vetta più elevata delle Alpi Albanesi e delle intere Alpi Dinariche, raggiungendo una quota di 2694 m s.l.m. La vetta è amministrativamente parte del distretto albanese settentrionale di Scutari, vicino al confine con il Montenegro. La montagna è costituita da calcare.

## Nome
Il toponimo Jezerca deriva dalla parola slava jezero 'lago', in riferimento ai laghi nella parte inferiore del Buni i Jezercës, sul versante settentrionale della montagna. Durante il regime comunista, gli fu dato il nome Maja e Rinisë (letteralmente 'Montagna della Gioventù').